# Красная Поляна (Кабардино-Балкария)
Кра́сная Поля́на — село в Майском районе республики Кабардино-Балкария. Входит в состав муниципального образования «Городское поселение Майский».

## География
Селение расположено в западной части Майского района, на правом берегу реки Урвань. Находится в 3 км к западу от районного центра — Майский и в 38 км к северо-востоку от города Нальчик.
Граничит с землями населённых пунктов: Майский на востоке и Право-Урванский на западе. На противоположном берегу реки Урвань расположено село Ново-ивановское
Населённый пункт расположен на наклонной Кабардинской равнине, в равнинной зоне республики. Средние высоты на территории села составляют 223 метров над уровнем моря. Рельеф местности представляют собой в основном волнистую предгорную равнину. К северу от села вдоль поймы реки Урвань тянутся приподнятые участки с густым смешанным лесом.
Климат умеренный. Лето жаркое и полузасушливое. Абсолютный максимум в августе достигает +40°С. Зима мягкая и длится около трех месяцев. Морозы непродолжительные, минимальные температуры редко снижаются ниже −15°С. Среднегодовое количество осадков составляет около 600 мм.

## Население
| 2002 | 2010 | 2021 |
| ---- | ---- | ---- |
| 68   | ↘56  | ↗66  |

Национальный состав
По данным Всероссийской переписи населения 2002 года, 71 % населения села составляли русские.

По данным Всероссийской переписи населения 2021 года:
| Народ   | Численность, чел. | Доля от всего населения, % |
| ------- | ----------------- | -------------------------- |
| цыгане  | 23                | 34,85 %                    |
| турки   | 20                | 30,30 %                    |
| русские | 19                | 28,79 %                    |
| другие  | 4                 | 6,06 %                     |
| всего   | 66                | 100,0 %                    |

Поло-возрастной состав
По данным Всероссийской переписи населения 2010 года:
| Возраст     | Мужчины, чел. | Женщины, чел. | Общая численность, чел. | Доля от всего населения, % |
| ----------- | ------------- | ------------- | ----------------------- | -------------------------- |
| 0 — 14 лет  | 5             | 7             | 12                      | 21,4 %                     |
| 15 — 59 лет | 20            | 11            | 31                      | 55,4 %                     |
| от 60 лет   | 4             | 9             | 13                      | 23,2 %                     |
| Всего       | 29            | 27            | 56                      | 100,0 %                    |

Мужчины — 29 чел. (51,8 %). Женщины — 27 чел. (48,2 %).
Средний возраст населения — 35,4 лет. Медианный возраст населения — 32,5 лет.
Средний возраст мужчин — 32,8 лет. Медианный возраст мужчин — 31,5 лет.
Средний возраст женщин — 38,3 лет. Медианный возраст женщин — 33,0 лет.

## Улицы
В селе всего одна улица — Красная Поляна.

## Примечание
1. 1 2  Итоги Всероссийской переписи населения 2020 года (по состоянию на 1 октября 2021 года)
2. ↑  Численность населения Кабардино-Балкарской Республики по сельским населённым пунктам по итогам ВПН-2002
3. ↑  Численность населения КБР в разрезе населённых пунктов по итогам Всероссийской переписи населения 2010 года
4. ↑  Коряков Ю. Б.. База данных «Этно-языковой состав населённых пунктов России». Дата обращения: 4 июня 2020. Архивировано 27 марта 2020 года.
5. ↑  Итоги Всероссийской переписи населения 2020 года. Том 5. Национальный состав и владение языками. Таблица 1. Национальный состав населения Кабардино-Балкарской Республики, городских округов и муниципальных районов. Дата обращения: 9 октября 2023. Архивировано 16 октября 2023 года.
6. ↑  База микроданных Всероссийской переписи населения 2010 года. Дата обращения: 15 ноября 2015. Архивировано из оригинала 9 июня 2014 года.
7. ↑  Численность населения КБР по итогам Всероссийской переписи населения 2010 года. Дата обращения: 21 августа 2016. Архивировано из оригинала 24 июня 2016 года.